# Leptomastidea minyas
Leptomastidea minyas är en stekelart som beskrevs av John S. Noyes och Hayat 1994. Leptomastidea minyas ingår i släktet Leptomastidea och familjen sköldlussteklar. Inga underarter finns listade i Catalogue of Life.